# Одровонж (Свентокшиское воеводство)
Одро́вонж (пол. Odrowąż) — село в Польше в сельской гмине Стомпоркув Коньского повета Свентокшиского воеводства. С 1611 года по 1869 год Одровонж имел статус города.
Село располагается в 8 км от административного центра гмины города Стомпоркув, в 18 км от административного центра повета города Коньске и в 28 км от административного центра воеводства города Кельце.

## История
С XII века село было родовым имением шляхетского рода Одровонж. В XVI веке в селе развивалась промышленность. В нём насчитывалось 17 кузниц. В 1611 году король Сигизмунд III присвоил селу статус города. В 1785 году Одровонж получил привилегию организовывать ежегодно 8 ярмарок. В 1827 году в городе насчитывалось 42 дома и 424 жителя. В 1869 году Одровонж утратил городской статус.
С 1973 года по 1975 год село было административным центром одноимённой гмины. В 1975—1998 годах село входило в состав Келецкого воеводства.

## Достопримечательности
- Церковь святых Яцека и Екатерины, построенная в XVII веке.
- Следы стада динозавров, отпечатанные на скалах в соседнем лесу.